# توب شيف
توب شيف (بالإنجليزية: Top Chef)‏ هو برنامج تلفزيون واقع تبثه قناة برافو الأمريكية ويتسابق فيه موهوبون في الطبخ لنيل لقب توب شيف، ظهر للمرّة الأولى في الولايات المتحدة.
بعد نجاح البرنامج، تم إنتاج البرنامج لعدد نسخ لدول العالم، منها نسخة توب شيف(الشرق الأوسط) والتي تم إنتاجها لأول مرة عام 2011 وانعرضت على روتانا خليجية لموسمين فقط، وبعد مرور سنتين تم إعادة إنتاجه في عام 2016م وعرض على إم بي سي 1.

## وصلات خارجية
- توب شيف على موقع IMDb (الإنجليزية)
- توب شيف على موقع روتن توميتوز (الإنجليزية)
- توب شيف على موقع نتفليكس (الإنجليزية)
- توب شيف على موقع كينوبويسك (الروسية)
- توب شيف على موقع قاعدة بيانات الفيلم (الإنجليزية)